# Barbara Dex
Pour les articles homonymes, voir Dex.
Barbara Dex (née le 22 janvier 1974 à Turnhout) est une chanteuse belge néerlandophone.

## Aperçu biographique
Fille de Marc Dex, chanteur populaire dans les années 1960 en Belgique, elle ne se destinait pas initialement à une carrière de chanteuse. C'est l'été 1991, lors du Kempenshow qu'elle chantera pour la première fois en reprenant des covers d'Ann Christy, Axelle Red et The Bangles. Son premier single intitulé Een land sort en 1992 et en 1993, elle fut sélectionnée pour représenter la Belgique au Concours Eurovision avec sa chanson Iemand als jij. Avant de partir pour l'Irlande, elle sortira son premier album Iemand. Elle sera classée 25e lors de ce concours. En 1994, elle enregistre son premier album en anglais Waiting for a new moon contenant True Love.
Elle participa de nouveau aux présélections nationales belges pour le Concours Eurovision en 2004 et 2006, avec respectivement, la chanson One Life en duo avec ALIDES (nl) et la chanson Crazy